# مارسیال دو ورنی
مارسیال دو ورنی (به فرانسوی: Martial d'Auvergne) نویسنده و شاعر قرن پانزدهم میلادی اهل فرانسه است.